# L'Explosion de Cardiff
L'Explosion de Cardiff est le 11e épisode de la Saison 1 de la deuxième série de la série télévisée Doctor Who. Cet épisode fut écrit en remplacement d'un épisode qui ne put être mis en chantier et explore les conséquences des actions du Docteur en ramenant le personnage de Margaret Blaine, une Slitheen vue dans le double épisode L'Humanité en péril / La Troisième Guerre Mondiale.
Diffusé le 4 juin 2005 sur BBC1, l'épisode est suivi par près de 7,68 millions de téléspectateurs.

## Accroche
Alors que l'équipage du TARDIS recharge ses batteries sur la faille temporelle de Cardiff, il découvre qu'un projet de centrale nucléaire dans les environs est mené par une Slitheen survivante, dont le but est de détruire la Terre pour retourner chez elle.

## Distribution
- Christopher Eccleston : Le Docteur
- Billie Piper : Rose Tyler
- John Barrowman : Jack Harkness
- Noel Clarke : Mickey Smith
- Annette Badland : Margareth Blaine
- William Thomas : Mr Cleaver
- Mali Harries : Cathy
- Aled Pedrick : Idris Hopper
- Alan Ruscoe : Corps du Slitheen

## Résumé
À Cardiff, le Docteur, Rose, Jack Harkness et Mickey s'arrêtent pour faire le plein d'énergie du TARDIS grâce à la faille entre les dimensions qu'ils ont rencontrée précédemment. Tous les personnages conversent quand le Docteur découvre dans le journal une Slitheen survivante, Margaret Blaine, désormais maire de Cardiff, qui s'apprête à construire la centrale nucléaire Blaidd Drwg.
Les personnages se rendent sur les lieux et arrivent à la capturer. Le Docteur comprend qu'elle est en possession d'un extrapolateur qui la ferait surfer sur l'onde de choc produite par l'explosion de la centrale sur la faille, ce qui lui permettrait de fuir la Terre. L'extrapolateur est ramené dans le TARDIS avec Margaret Blaine qui est retenue prisonnière jusqu'à ce que le TARDIS ait fait le plein d'énergie pour aller à Raxacoricofallapatorius où la peine de mort l'attend.
Pendant ce temps, Rose et Mickey veulent passer une soirée ensemble. Mickey avoue ne pas aimer la complicité entre le Docteur et la jeune femme. Il lui annonce également qu'il fréquente quelqu'un, car il sent qu'il n'est qu'un plan de rechange pour Rose. Margaret, quant à elle, essaye de toucher le Docteur avec les histoires de son enfance. Le Docteur et Margaret dînent au restaurant où la créature essaye de convaincre le Docteur de la laisser partir. Un énorme tremblement de terre se fait alors sentir et le TARDIS envoie de l'énergie vers le ciel, le temps et l'espace se séparent. Rose, le Docteur, Jack et Margaret rejoignent le TARDIS.
La Slitheen avoue que l'extrapolateur s'est emparé de la puissance du TARDIS et prend Rose en otage. Le TARDIS s'ouvre et Margaret est subjuguée par la beauté du cœur du TARDIS. L'énergie la fait régresser à l'état d’œuf où elle pourra recommencer sa vie sur Raxacoricofallapatorius. L'extrapolateur s'arrête. Rose, le Docteur et Jack ramènent la Slitheen sur sa planète laissant derrière eux Mickey qui a préféré ne pas revenir à bord.

### Continuité
- Occurrence du mot « Bad Wolf » : La centrale nucléaire s'appelle Blaidd Drwg ce qui signifie « Bad Wolf » en gallois[1],[2]. C'est la première fois que Rose et le Docteur remarquent la redondance de ce mot[3]. Cependant, le Docteur considère que ce n'est qu'une coïncidence.
- On retrouve Margaret Blaine alias Blon qui est la seule rescapée des Slitheens qui avaient menacé de détruire le monde dans le double épisode L'Humanité en péril/La Troisième Guerre Mondiale. L'épisode se passe explicitement 6 mois après ces événements.
- Retour de la faille spatio-temporelle de Cardiff, mentionnée dans l'épisode Des morts inassouvis[3]. Rose évoque Gwyneth dans un dialogue.
- C'est la première fois que l'on voit le Docteur faire une allusion bisexuelle.
- C'est la première fois de la nouvelle série que le Docteur explique que le TARDIS a parfois sa volonté propre, une idée apparue dès 1963 avec l'épisode The Edge of Destruction.
- Jack et le Docteur utilisent des menottes appartenant aux agents temporels afin de bloquer Blon.
- Blon mentionne la galaxie Isop, dans laquelle se trouve la planète vue dans The Web Planet (1965)[3].
- Rose parle de son voyage à la Pyramide de verre de Sancleen et à Justicia. Ces événements sont relatés dans un roman dérivé de la série nommé The Monsters Inside par Stephen Cole[2].
- Dans un roman dérivé de la série Torchwood, The Twilight Streets, il est expliqué qu'une seconde version de Jack Harkness a passé la journée entière à ne pas sortir afin de ne pas interférer avec les événements de l'épisode. D'ailleurs on peut voir un journal annonçant la victoire de Margaret Blaine épinglé dans les bureaux de Torchwood 3 dans l'épisode Reset.
- Le faux site de Mickey[4] montre un plan sommaire de la centrale et le site web de UNIT[5] relate avoir « nettoyé la zone » après le tremblement de terre de Cardiff.